# Distrikt Alonso de Alvarado
Der Distrikt Alonso de Alvarado liegt in der Provinz Lamas in der Region San Martín im zentralen Norden von Peru. Der Distrikt wurde am 29. Dezember 1964 gegründet. Benannt wurde der Distrikt nach Alonso de Alvarado, ein spanischer Conquistador und Ritter des Santiago-Ordens.
Der Distrikt besitzt eine Fläche von 296 km². Beim Zensus 2017 wurden 14.638 Einwohner gezählt. Im Jahr 1993 lag die Einwohnerzahl bei 8654, im Jahr 2007 bei 14.883. Sitz der Distriktverwaltung ist die 1069 m hoch gelegene Kleinstadt Roque mit 2434 Einwohnern (Stand 2017). Roque befindet sich 29 km westnordwestlich der Provinzhauptstadt Lamas an dem nach Süden fließenden Río Alao.

## Geographische Lage
Der Distrikt Alonso de Alvarado befindet sich in den östlichen Voranden im Westen der Provinz Lamas. Er wird im Norden von dem nach Osten fließenden Río Mayo begrenzt. Dieser entwässert die nördliche Hälfte des Areals. Der Süden des Distrikts liegt im Einzugsgebiet des weiter südlich verlaufenden Río Sisa. Die Nationalstraße 5N von Moyobamba nach Tarapoto führt durch den nördlichen Teil des Distrikts.
Der Distrikt Alonso de Alvarado grenzt im Süden und im Südwesten an den Distrikt San Martín (Provinz El Dorado), im Nordwesten an den Distrikt Jepelacio (Provinz Moyobamba), im Norden an den Distrikt Pinto Recodo sowie im Osten an den Distrikt Tabalosos.

## Ortschaften
Im Distrikt gibt es neben dem Hauptort folgende größere Ortschaften:
- Alto Lahuarpia (271 Einwohner)
- Canaan (345 Einwohner)
- José Olaya (236 Einwohner)
- Nueva Unión (264 Einwohner)
- Nuevo Chota (317 Einwohner)
- Pacayzapa (2016 Einwohner)
- Pinshapampa (1625 Einwohner)
- Porvenir Amazonico (268 Einwohner)
- Porvenir del Norte (387 Einwohner)
- San Juan de Pacayzapa (810 Einwohner)
- Somos Libres (272 Einwohner)